# Ipogastrio

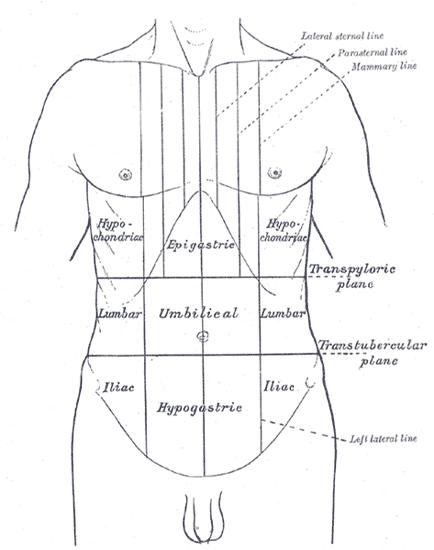
Suddivisione dell'addome in nove settori. L'ipogastrio è la parte nominata hypogastric.

L'ipogastrio è la parte inferiore dell'addome, situata tra le due fosse iliache. In anatomia topografica è in rapporto in alto con il mesogastrio e in basso con la sinfisi pubica.